# Långsjön (Eds socken, Ångermanland)
Långsjön är en sjö i Sollefteå kommun i Ångermanland och ingår i Ångermanälvens huvudavrinningsområde. Sjön har en area på 0,435 kvadratkilometer och ligger 189,2 meter över havet.

## Delavrinningsområde
Långsjön ingår i det delavrinningsområde (702286-157574) som SMHI kallar för Utloppet av Långsjön. Medelhöjden är 206 meter över havet och ytan är 4,31 kvadratkilometer. Räknas de 3 avrinningsområdena uppströms in blir den ackumulerade arean 14,93 kvadratkilometer. Vattendraget som avvattnar avrinningsområdet har biflödesordning 3, vilket innebär att vattnet flödar genom totalt 3 vattendrag innan det når havet efter 49 kilometer. Avrinningsområdet består mestadels av skog (89 procent). Avrinningsområdet har 0,44 kvadratkilometer vattenytor vilket ger det en sjöprocent på 10,2 procent.